# Fibrila (textil)

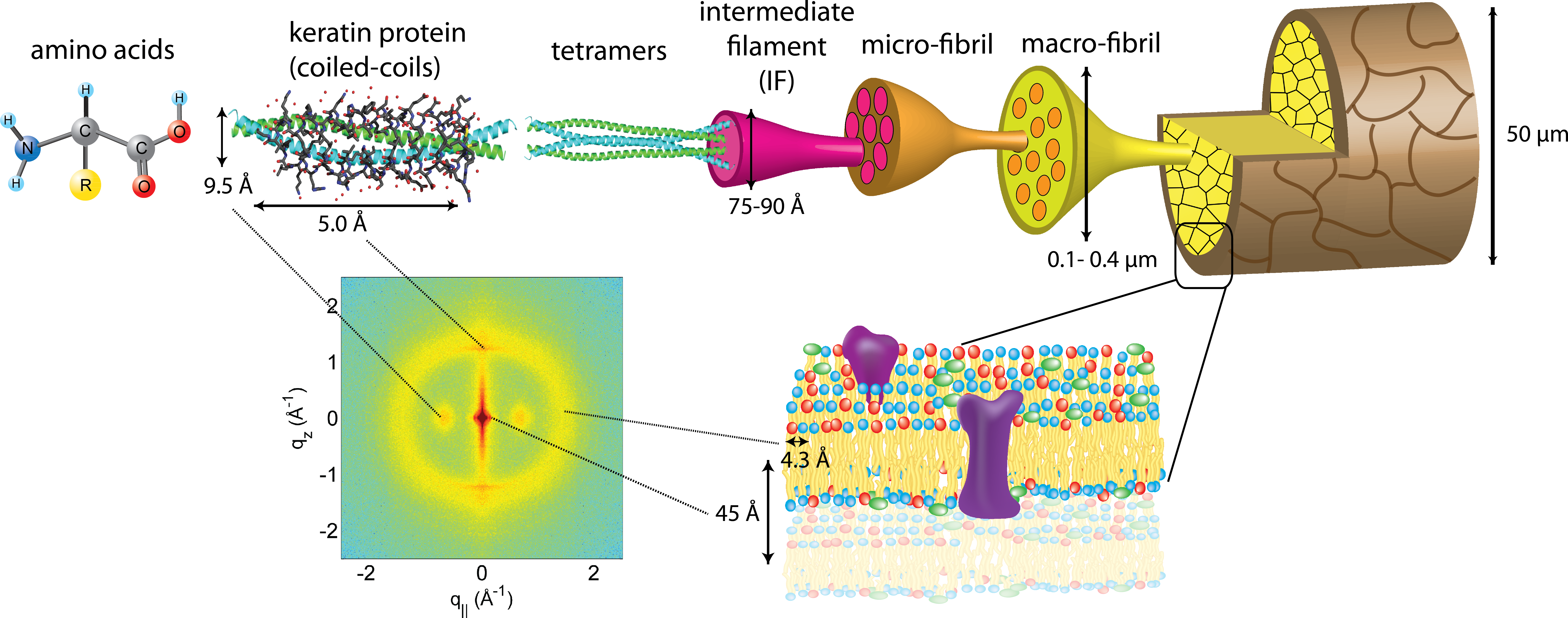
Schéma hierarchické struktury vlákna (vlasu)

Fibrila je velmi jemné vlákénko sestávající z několika molekulových řetězců, ve kterých se střídají krystalické a amorfní oblasti spojené vaznými řetězci (např. vodíkovými můstky).
Fibrily jsou viditelné jen s elektronovým mikroskopem (viz např. nákres vpravo: tloušťka maximálně 0,4 µm).
První použití výrazu fibrila je známé z roku 1664.

## Fibrilování textilních vláken
tj. štěpení vláken se provádí

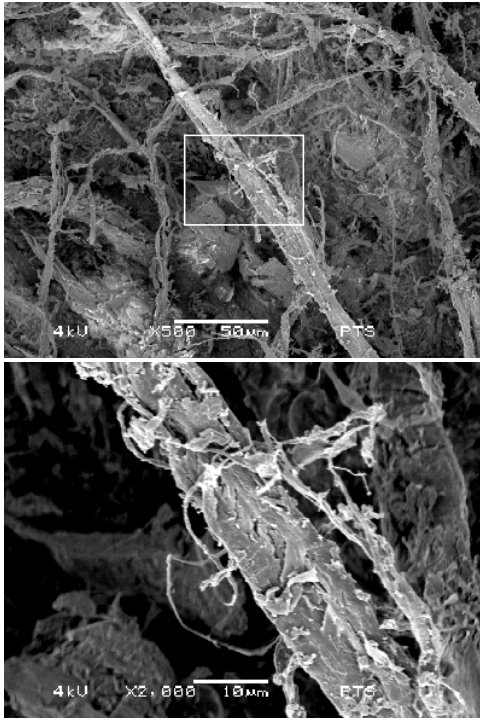
Konopné vlákno fibrilované účinkem ultrazvuku

- mechanickým rozvolněním svazků lýkových technických vláken při přípravě pro spřádání lýkových vláken[3]
- řezáním fólií z umělých hmot při výrobě fóliové příze[4]
- působením enzymů při výrobě chemických vláken se speciálním povrchem (např. peach skin na lyocelu)[5]

K nežádoucímu fibrilování dochází odíráním při používání textilií.